# Jura (Islay)

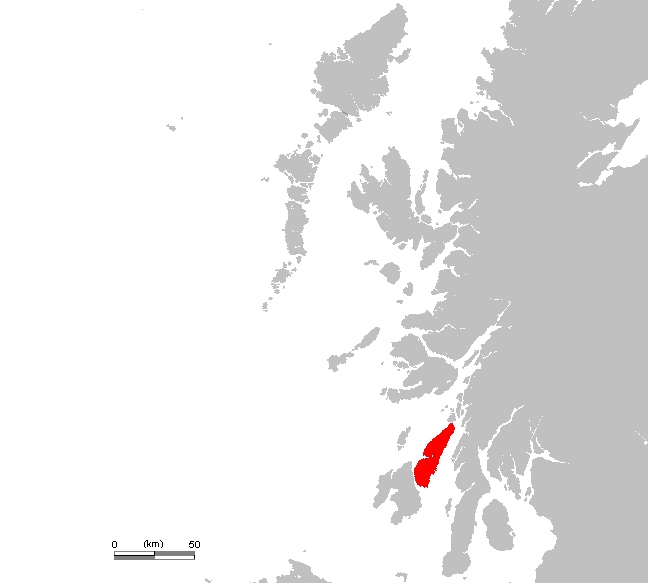
Jura elhelyezkedése Skóciában

Jura (skót gael nyelven Diùra) a Belső-Hebridák egyik szigete Skóciában. A sziget Islay mellett található. Jura lakosainak száma mintegy 200, ugyanakkor ez a sziget az otthona 5000 szarvasnak.
Jura Islayről, Port Askaig kikötőjéből 5 perces úttal közelíthető meg komppal. A sziget egyetlen útján naponta többször közlekedik buszjárat Feolin Ferrytől Craighouseig, majd tovább naponta néhányszor.
Jura az egyik utolsó szinte érintetlen, vad tája a Brit Szigeteknek. Egyik fő látnivalója a Paps of Jura, a mell formájú csúcsok, amik nemcsak a szigetet uralják, de a távolból is látszanak. A három csúcs, a Beinn a'Chaolais (734 méter), a Beinn an Oír (785 méter) és a Beinn Shiantaidh (755 méter) bejárásához körülbelül 8 óra szükséges.
A lakatlan Scarba szigetet Juratól elválasztó szorosban található a Corrywreckan örvény, ami az egyik legveszélyesebb Skóciában. Szintén a sziget északi részén található a Barnhill nevű, elszigetelten álló villa, ahol George Orwell megírta az 1984 című könyvét. A házat nem lehet látogatni.
A sziget egyetlen nagyobb faluja Craighouse, Feolin Ferrytől néhány kilométerre. Itt található a Jura Szeszfőzde, ahol a turisták megismerkedhetnek a whiskeykészítés folyamatával.

## Fordítás
Ez a szócikk részben vagy egészben  a   Jura, Scotland című angol Wikipédia-szócikk ezen változatának fordításán alapul.  Az eredeti cikk szerkesztőit annak laptörténete sorolja fel. Ez a jelzés csupán a megfogalmazás eredetét és a szerzői jogokat jelzi, nem szolgál a cikkben szereplő információk forrásmegjelöléseként.